# 펀터

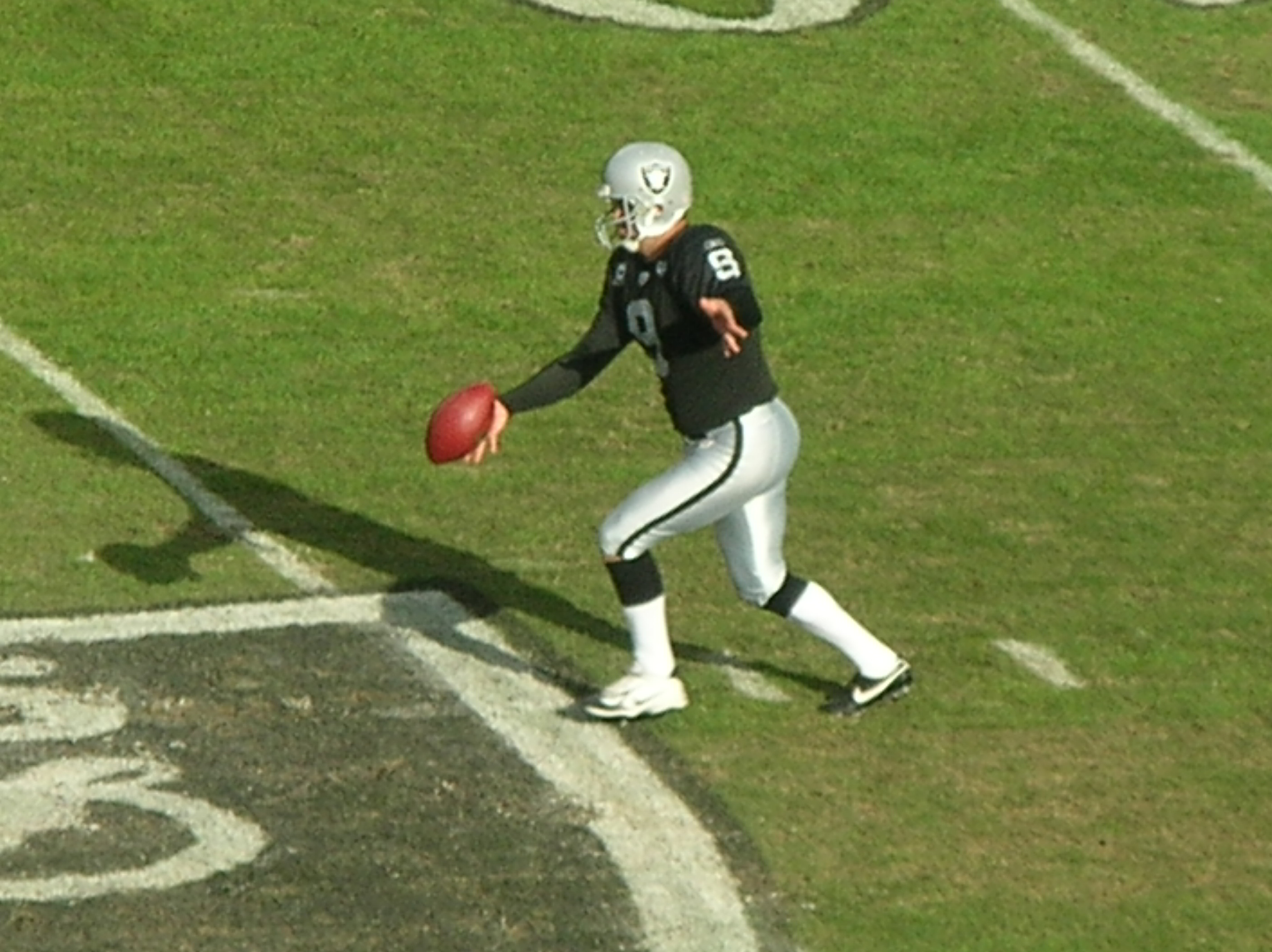
2008년 11월 오클랜드 레이더스(Oakland Raiders)의 셰인 레클러(Shane Lechler)가 공을 펀칭하고 있다.

펀터(punter, P)는 미식축구에서 스크리미지 라인에서 직접 스냅된 공을 받은 다음 필드 포지션 이점을 제한하기 위해 상대 팀에게 축구를 펀트(킥)하는 특수 팀 선수이다. 이것은 일반적으로 미식축구에서는 네 번째 다운, 캐나디안 풋볼에서는 세 번째 다운에서 발생한다. 펀터는 펀팅 대신 축구를 던지거나 달리는 것과 같은 상황에서 때때로 가짜 펀트에 참여할 수도 있다.